# 나한봉 (극작가)
나한봉(羅漢鳳, 1933년 11월 1일 ~ 2015년 4월 28일)은 대한민국의 드라마 작가, 영화 각본가, 영화감독, 소설가, 영화 기획가, 영화제작자, 영화 각색가이다.

## 생애

### 생애 초기
본관은 나주(羅州)이며 전라남도 나주에서 출생하여 지난날 한때 경성부와 평안남도 평양과 함경북도 회령을 거쳐 충청북도 충주에서 잠시 유아기를 보낸 적이 있는 그는 1957년 시인으로 첫 등단하였다.

### 주요 경력
- 1957년 시인으로 첫 등단.
- 1957년 라디오 드라마 작가 데뷔.
- 1963년 영화 《그 땅의 연인들》로 영화 각본가 데뷔.
- 1964년 《스파이 제5전선》으로 소설가 데뷔.
- 1966년 영화 《초연》을 각본, 이 영화로 영화 각색가 데뷔.
- 1969년 영화 《성녀와 마녀》를 각본, 이 영화로 영화감독 데뷔.
- 1986년 영화 《태(胎)》를 제작, 이 영화로 영화제작자 데뷔.
- 1992년 영화 《걸어서 하늘까지》로 영화 기획가 데뷔.

## 가족 관계
- 여동생: 나연숙 (1944년 9월 30일~2022년 6월 2일)